# Puczi Béla
Puczi Béla (Sáromberke, 1948 – Budapest, 2009) szakmunkás, az 1990. március 15–18-i marosvásárhelyi utcai megmozdulásokon a magyarokat védelmező hidegvölgyi cigányok egyik vezéralakja.

## Élete
Puczi Béla 1948-ban született Sáromberkén, gróf Teleki Sámuel uradalmán, a család első gyermekeként. Nagyapja a grófnő kocsisa volt, a család többi tagja pedig az uradalom földjein dolgozott. Anyja parasztasszony volt, apját – aki kőművesként a családtól távol dolgozott – alig ismerte. Nagyapja, aki a Teleki család kocsisa volt, oltotta bele a magyarok szeretetét. Ketten voltak testvérek, miután a szülei elváltak, apja Szászrégenbe költözött, s született még hét gyermeke. Általános iskolába Sáromberkén járt, ahol a többi cigány gyermekkel együtt magyar nyelven tanult. Az elemi iskola elvégzése után az egykori Teleki kastélyban létesült gazdasági szakközépiskolában folytatta tanulmányait. Társával ketten lettek az első cigány szakmunkások a faluban.
Tanulmányai befejeztével Sáromberkén helyezkedett el, a helyi mezőgazdasági géppark alkalmazottjaként, de az alacsony bérezés miatt hamar a közeli Marosszentgyörgyre költözött, ahol sofőrként különböző üzemekben dolgozott. Itt ismerkedett meg feleségével, Barabás Máriával. Családot alapított, gyermekeket nevelt. Házasságából négy gyereke született: Karcsi, Levente, Mónika és Béla. 1982-től öt éven át félévente Líbiában dolgozott olajipari kiküldetésben. Ennek révén a család lakáskörülményei nagyban javultak, a vállalat egy háromszobás panellakást utalt ki számukra. Az 1989-es romániai forradalom idején családjával Bukarestben tartózkodott, ő is kint volt az utcán, a tömeggel együtt tüntetett. 1990 március elején hazaköltöztek Marosszentgyörgyre.

## A fekete márciusi események és az azt követő időszak
1990. március 15-én Puczi Béla is ott volt a székely vértanúk szobránál szervezett megemlékezésen, valamint az ezt követő utcai megmozdulásokon is ott volt.
1990. március 28-án hajnalban a rendőrség bevitte kihallgatásra. Hét napig verték a kihallgatás során, a hetedik napon Puczi Bélát és társait áthelyezték a marosvásárhelyi börtönbe, ahol kilenc hónapot töltött. A börtönben már nem verték, de napi rendszerességgel folytatódott a kihallgatás.  A tárgyalásra Nagybányán került sor. Puczi Béla és társai számára az RMDSZ biztosított ügyvédeket, a költségeket a család állta.
1991. január–május között havonta került sor tárgyalásra. Május 28-án kimondták az ítéletet: egy év hat hónap letöltendő büntetést és 600 000 lej bírságot róttak ki rá a román állam vagyonának megrongálásáért. Nemzetközi szervezetek és az RMDSZ nyomására azonban az ítélet végrehajtásáig feltételes szabadlábra helyezték. Ekkor határozta el, hogy Magyarországon kér politikai menedékjogot.
Az elbírálás alatt Bicskén és Csabdiban alkalmi munkát vállalt, ezt követően a kelenföldi vasútállomáson dolgozott. 1992. január elején ismét behívták a menekültügyi hivatalba és közölték vele, hogy mivel nem tudja kérelmét kellőképpen indokolni, elutasították, 15 napon belül el kell hagynia Magyarországot. Újabb dokumentumokkal visszatért, az eljárás újrakezdődött. Visszavették a vasúthoz dolgozni. Május elején megkapta a menekültstátust, de mivel több alkalommal is összekülönbözött a tábor néhány alkalmazottjával, el kellett hagynia a menekülttábort, Pesten vett ki albérletet.
Ügyének elhúzódása miatt 1993. január végén útlevelet váltott és Franciaországba emigrált, ott próbált menekültstátust szerezni, de kiutasították. Ennek ellenére Párizsban maradt. Alkalmi munkákból élt. Párizsban utcai lázongásokra került sor, az utcák megteltek rendőrökkel. Egy ellenőrzés alkalmával letartóztatták, és kiutasították az országból. Visszatért Magyarországra, ahol már a reptéren várta a rendőrség. Közölték vele, hogy 30 napon belül el kell hagynia országot. Ezután Magyarországon bujkált, s egy rendőri igazoltatás során értesült arról, hogy már egy éve megkapta a menedékjogot. Ezt követően, az 1990-es évek végétől Magyarországon dolgozott a Roma Sajtóközpontnál. Hajléktalanul, szegénységben halt meg 2009-ben.

## Elismerései

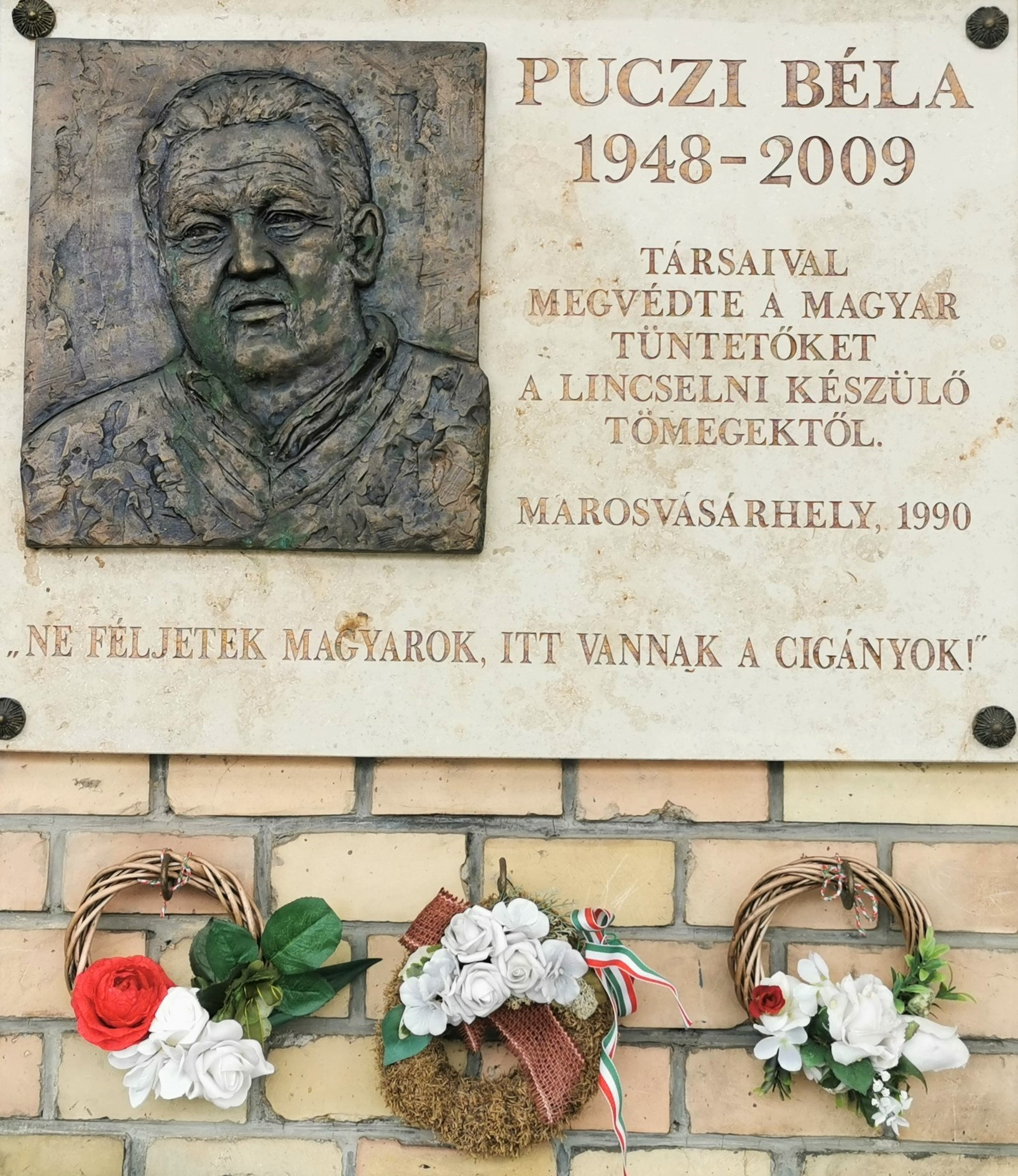
Puczi Béla emléktáblája

- 2010-ben kapott posztumusz Petőfi emléklap a helytállásért nevű elismerést, melyet Balog Zoltán, az Országgyűlés emberi jogi, kisebbségi, civil- és vallásügyi bizottságának elnöke adott át  özvegyének Barabás Máriának.[2][3]
- 2010-ben kapott Kisebbségekért díjat.
- 2017-ben a Nyugati pályaudvaron emléktáblát avattak tiszteletére.[4]

## Emlékezete
- Az 1990-es évek végén készítette vele a Roma Sajtóközpont interjúsorozatot. (Az interjúkat Mohácsi Viktória és Sztojka Katalin közreműködésével Bernáth Gábor készítette.)
- A vele készült interjúk könyv formájában is kiadásra kerültek: Béla, Puczi.szerk.: Bernáth Gábor: Marosvásárhely, 1990: három napig magyar – Egy roma a barikád magyar oldaláról. Budapest: Roma Sajtóközpont (2000). ISBN 963 00 2584 1
- 2010-ben Schmidt Mária, a Terror Háza Múzeum főigazgatónője a Terror Házában tartott megemlékezésen arra hívta föl a figyelmet, hogy a börtön elől Magyarországra menekülő egyik cigány, Puczi Béla tíz évet várt, hogy politikai menedékjogot kaphasson. Puczi Három napig magyar címmel jelentette meg emlékiratait. „Van miért pironkodnunk” – zárta gondolatait.[3][5]
- Videó összeállítás: Roma hősök – Puczi Béla (2015)
- 2017-ben Setét Jenő roma polgárjogi aktivista közadakozást kezdeményezett, hogy Puczi Bélának emléktáblát állítsanak a budapesti Nyugati pályaudvarnál. 2017 októberében a MÁV nem engedélyezte a műalkotás elhelyezését, azonban később megadta az engedélyt, és 2017. december 10-én elhelyezték és felavatták a táblát.[4]